# Niver Arboleda
Niver Alfonso Arboleda Díaz (ur. 8 grudnia 1967 w Puerto Tejada, zm. 5 października 2011 w mieście Gwatemala) – kolumbijski piłkarz występujący najczęściej na pozycji napastnika.
Arboleda, opisywany jako szybki, zwinny i skuteczny napastnik, swoją profesjonalną karierę rozpoczynał w akademii piłkarskiej Escuela Carlos Sarmiento Lora, gdzie w latach 1987–1991 rozegrał 99 meczów i strzelił 23 gole. W 1988 roku zadebiutował w lidze kolumbijskiej w barwach Atlético Nacional. Z zespołem z miasta Medellín zanotował triumf w rozgrywkach Copa Libertadores 1989. Prowadzona wówczas przez Francisco Maturanę drużyna pokonała w dwumeczu finałowym paragwajską Olimpię po rzutach karnych. W obydwóch spotkaniach wchodzących w skład finału Arboleda pojawił się na placu gry w roli rezerwowego. Ponadto w półfinałowej konfrontacji z urugwajskim Danubio zdobył swoją pierwszą bramkę w rozgrywkach Copa Libertadores. Podczas swojej kariery wziął udział w kilku edycjach Pucharu Wyzwolicieli, strzelając w nich łącznie 5 goli w 19 meczach. W tym samym 1989 roku Arboleda wystąpił w meczu z włoskim AC Milan w Pucharze Interkontynentalnym, w którym Atlético Nacional przegrał po dogrywce 0:1. Rok później wygrał z klubem z Medellín turniej Copa Interamericana. W 1991 roku zdobył z drużyną jedyne mistrzostwo Kolumbii w swojej karierze. Jako zawodnik Atlético Nacional debiutował w reprezentacji Kolumbii, wcześniej występował także w kadrach młodzieżowych.
Zaraz po wywalczeniu mistrzostwa z Atlético Nacional, wiosną 1992 Arboleda odszedł do innego kolumbijskiego zespołu, Deportivo Cali, gdzie już w pierwszym sezonie zdobył tytuł wicemistrza kraju. W tym zespole grał przez ponad trzy lata, tworząc skuteczny duet napastników z Willym Rodríguezem. W 147 meczach zdobył 61 bramek dla Deportivo.
W 1995 roku 28–letni zawodnik został powołany przez selekcjonera Hernána Darío Gómeza na turniej Copa América. Kolumbia zajęła wówczas trzecie miejsce, natomiast Arboleda pełnił funkcję gracza rezerwowego i na turnieju rozgrywanym w Urugwaju pojawił się na boisku dwukrotnie. Ogółem w barwach seniorskiej kadry narodowej wystąpił w pięciu spotkaniach, nie strzelając gola.
Latem 1995 Arboleda podpisał umowę z meksykańską drużyną Veracruz. W tamtejszej Primera División zadebiutował 27 sierpnia w przegranym 0:1 meczu z Tolucą, natomiast już tydzień później w wygranej 4:2 konfrontacji z Toros Neza zanotował asystę i dwa gole. Rozgrywki sezonu 1995/1996 zakończył z bilansem 6 bramek i 4 asyst w 33 meczach, odpadając z Veracruz w półfinałach decydującej o mistrzostwie kraju fazy play–off.
Przed rozgrywkami sezonu 1996/1997 Arboleda odszedł do drugoligowego meksykańskiego zespołu CD Zacatepec, gdzie występował aż do 2000 roku. W tym czasie wywalczył z Zacatepec dwa tytuły wicemistrza drugiej ligi (sezony Verano 1998 i Invierno 1999), co nie zaowocowało jednak awansem do Primera División. Jeszcze wcześniej, w rozgrywkach Invierno 1997, Kolumbijczyk zdobył koronę króla strzelców zaplecza najwyższej klasy rozgrywkowej w Meksyku w 17 golami na koncie.
W 2000 roku Arboleda opuścił Zacatepec na rzecz Zhejiang Lucheng, występującego w rozgrywkach trzeciej ligi chińskiej. Kolejny sezon spędził z drużyną z miasta Hangzhou już w drugiej lidze. W 2001 roku w wieku 34 lat zakończył karierę piłkarską.
Po odejściu z zawodowego futbolu Arboleda zamieszkał w mieście Medellín, skąd przeniósł się później do Gwatemali. Tam wznowił swoją karierę i występował w zespołach Antigua GFC i Juventud Retalteca.
Zmarł 5 października 2011 w mieście Gwatemala, w wieku 43 lat, podczas operacji okrężnicy.